# Eurovision Song Contest 2025
Eurovision Song Contest 2025, česky také Velká cena Eurovize 2025 (či jen Eurovize 2025), byl 69. ročník soutěže Eurovision Song Contest, který se konal v Basileji ve Švýcarsku, a to díky vítězství země s písní „The Code“ od Nema na předchozím ročníku. Soutěž, organizovaná Evropskou vysílací unií (EVU) a švýcarskou veřejnoprávní Schweizerische Radio- und Fernsehgesellschaft (SRG SSR), se konala v St. Jakobshalle. Semifinálová kola se uskutečnila 13. a 15. května, finále pak 17. května 2025. Moderátorkami přenosů byly stand-up komička Hazel Brugger a zpěvačka Sandra Studer, ke kterým se ve finále přidala Michelle Hunziker.
Soutěže se stejně jako v předchozím roce zúčastnilo 37 zemí. Černá Hora se vrátila po dvouleté pauze. Moldavsko se původně plánovalo zúčastnit, ze soutěže ale odstoupilo z ekonomických důvodů a kvůli nedostatečné kvalitě skladeb v národním kole.
Vítězem se stal 24letý rakouský zpěvák a člen souboru Vídeňské státní opery JJ s elektro-baladou o neopětované lásce a hledání naděje v bolesti „Wasted Love“ (v překladu „Promarněná láska“).

## Místo konání
Dle tradice bylo uspořádání soutěže nabídnuto té zemi, která v předchozím roce zvítězí. Bude se jednat o třetí ročník vysílaný ze Švýcarska – Eurovize se zde dříve konala v roce 1956 v Luganu a v roce 1989 v Lausanne.

### Výběr hostitelského města
Ihned po vítězství Švýcarska v roce 2024 projevila zájem o pořádání dalšího ročníku první města. Jako první se ozvala místní samospráva ze Ženevy, která by soutěž uspořádala v hale Palexpo. Ve stejný den projevil zájem také starosta Basileje. 12. května 2024 byla jako možné místo konání soutěže představena Olma Hall v St. Gallenu. 13. května 2024 Lugano vyloučilo možnost soutěž pořádat, naopak přišla zpráva z Curychu, kde se konala schůzka ohledně možného zaslání přihlášky. 14. května byla vyloučena možnost konání soutěže v Lausanne kvůli nedostatečné infrastruktuře. O den později Biel uvedl, že by měl zájem soutěž spolupořádat. 17. května 2024 zástupci města Fribourg uvedli, že zkoumají, zda se do výběru přihlásit.
5. června 2024 zástupci Basileje potvrdili, že se do výběru přihlásí, soutěž by se konala v St. Jakobshalle nebo v St. Jakob-Park. O den později města Biel a Bern oznámila, že uvažují o společné přihlášce. 12. června 2024 bylo oznámeno, že St. Gallen se do řízení nepřihlásí, jelikož nesplňuje stanovené požadavky.
Švýcarská stanice SRG SSR zahájila výběrové řízení v posledním květnovém týdnu, kdy vydala seznam požadavků, které musejí zájemci splnit. Města měla čas zaslat přihlášku do konce června. 26. června 2024 bylo oznámeno, že přihlášku zaslala města Basilej, Bern, Curych a Ženeva.
Na začátku července 2024 zástupci pořadatelské televize všechna tato města navštívili. 19. července 2024 bylo oznámeno, že Basilej a Ženeva postupují do finálního výběru. 30. srpna 2024 bylo zveřejněno, že soutěž se uskuteční v Basileji.
Města, která projevila zájem soutěž pořádat:
|  | Přihlášená města |  | Finální výběr |  | Vítězné město |

| Město      | Hala             | Poznámky |
| ---------- | ---------------- | --- |
| Basilej    | St. Jakob-Park   | Hostilo finále evropské ligy 2016 a bude hostit fotbalové mistrovství Evropy žen 2025. Stadion s kapacitou 40 000 diváků by ale musel být zastřešen. |
| Basilej    | St. Jakobshalle  | Každoročně hostí tenisový turnaj Swiss Indoors. Hala pojme 12 400 diváků.                                                                            |
| Bern       | Neue Festhalle   | Událost by se konala v nové hale v komplexu Bernexpo s kapacitou 9 000 diváků. Přihláška zaslána ve spolupráci s městem Biel.                        |
| Curych     | Hallenstadion    | V letech 1993–2008 hostilo turnaj Zürich Open. Hala pojme 13 000 diváků.                                                                             |
| Curych     | Swiss Life Arena | — |
| St. Gallen | Olma Hall        | — |
| Ženeva     | Palexpo          | Hostilo semifinále Davis Cupu 2014 a Laver Cup 2019, ve městě sídlí EVU. Hala pojme 15 000 diváků.                                                   |

## Produkce

### Moderátoři
20. ledna 2025 byly představeny moderátorky soutěže, kterými byly komička Hazel Brugger a zpěvačka Sandra Studer, která reprezentovala Švýcarsko v soutěži v roce 1991. Ve finále je doplnila moderátorka Michelle Hunziker.

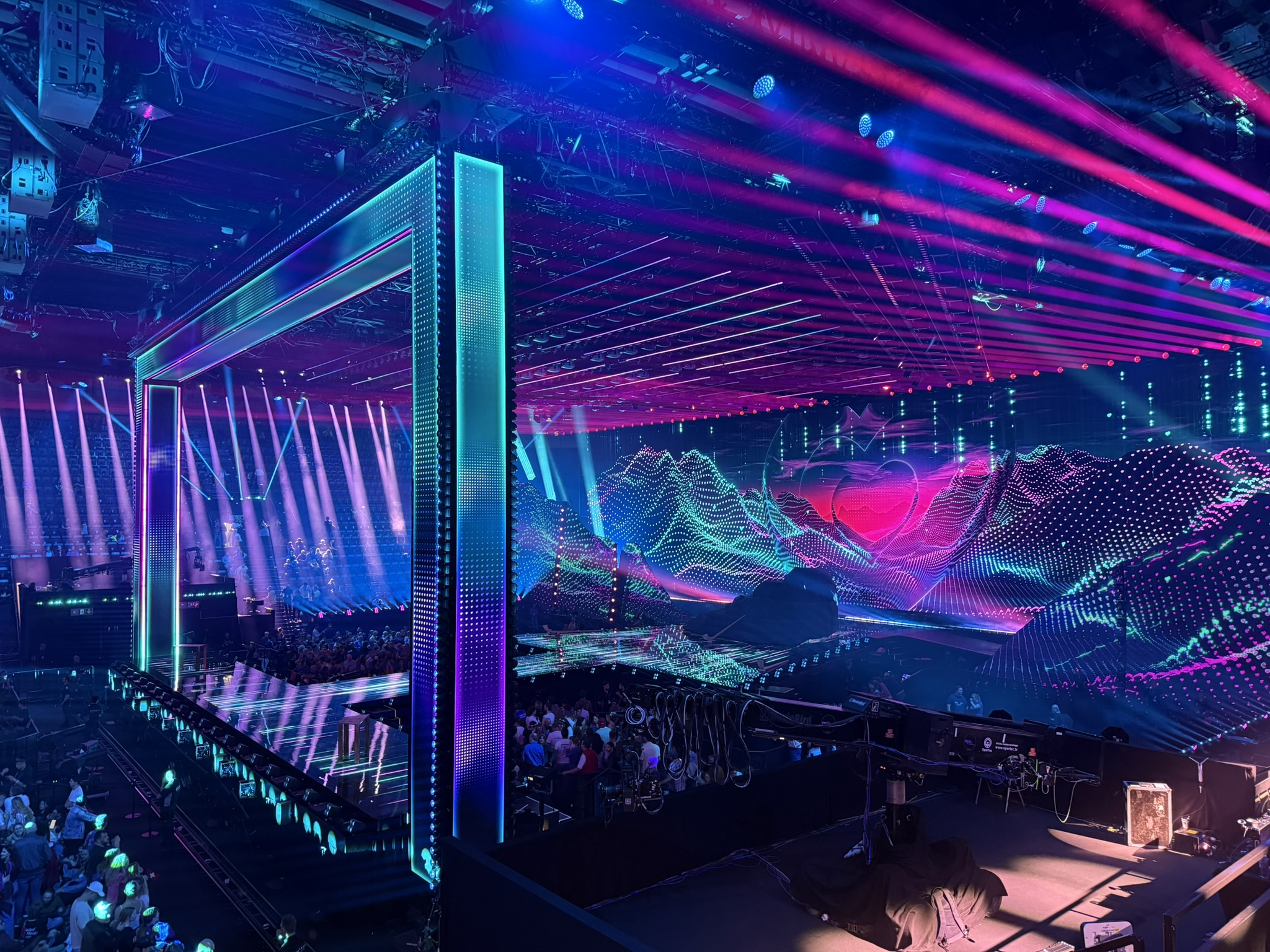
Jeviště v aréně St. Jakobshalle

### Design jeviště
Podoba jeviště byla odhalena 16. prosince 2024. Navrhl jej německý designer Florian Wieder, který se již podílel na tvorbě sedmi jeviští předchozích ročníků, naposledy v roce 2024. Scéna je inspirována švýcarskými horami a jazykovou rozmanitostí země.

### Pohlednice
Jako pohlednice jsou označována krátká videa, která jsou odvysílána před vystoupením jednotlivých interpretů. Jejich natáčení probíhalo od ledna do dubna 2025 po celém Švýcarsku a interpreti se v nich zapojili do místních aktivit. Země si vybraly následující lokality:
- Albánie – Basilej
- Arménie – Amden
- Austrálie – Bern
- Ázerbájdžán – Curych
- Belgie – Jungfraujoch
- Černá Hora – Curych
- Česko – Riburg
- Dánsko – Gruyères
- Estonsko – Basilej
- Finsko – Appenzell
- Francie – Ascona
- Gruzie – Ženeva
- Chorvatsko – Zermatt
- Irsko – Ženeva
- Island – Rapperswil
- Itálie – Basilej
- Izrael – Morcote
- Kypr – Basilej
- Litva – Basilej
- Lotyšsko – Curych
- Lucembursko – Rugisbalm
- Malta – Le Noirmont
- Německo – Basilej
- Nizozemsko – Filisur
- Norsko – Egnach
- Polsko – Laax
- Portugalsko – Lavaux
- Rakousko – Emmental
- Řecko – Peccia
- San Marino – Bruzella
- Slovinsko – Alp Raguta
- Spojené království – Zermatt
- Srbsko – Vaz/Obervaz
- Španělsko – Lucern
- Švédsko – Evilard
- Švýcarsko – Basilej
- Ukrajina – Basilej

### Zahajovací a intervalové akty
První semifinále zahájil soubor tanečníků, jódlerů a hráčů na alpský roh, kteří představili čtyři vítězné písně ve švýcarském stylu: „Tattoo“ (2023), „Arcade“ (2019), „Waterloo“ (1974) a „The Code“ (2024). Součástí intervalového aktu bylo vystoupení Made in Switzerland, kde se moderátorky a Petra Mede zaměřily na švýcarské vynálezy a stereotypy. Dále vystoupili čtyři interpreti z předchozího ročníku – Marina Satti (Řecko), Jerry Heil (Ukrajina), Iolanda (Portugalsko) a Silvester Belt (Litva) – se švýcarskou vítěznou písní z roku 1988 „Ne partez pas sans moi“. Předtím byla přehrána předtočená zpráva od původní interpretky skladby Céline Dion. Večer zakončil Jørgen Olsen, člen vítězného dánského dua z roku 2000 Olsen Brothers, se svou poupravenou vítěznou skladbou „Fly on the Wings of Love“.
Součástí intervalového aktu ve druhém semifinále byli interpreti se skladbami, které měli představit během zrušeného ročníku v roce 2020 – The Roop (Litva, „On Fire“), Efendi (Ázerbájdžán, „Cleopatra“), Destiny (Malta, „All of My Love“) a Gjon's Tears (Švýcarsko, „Répondez-moi“). Představeny byly také čtyři oficiální jazyky Švýcarska a taneční vystoupení zaměřené na čas nazvané On Time. Večer zakončila moderátorka Sandra Studer písní „Insieme: 1992“.
Finále zahájil vítěz předchozího ročníku Nemo s vítěznou skladbou „The Code“. Poté následoval vlajkový průvod za doprovodu bubnů a švýcarských hitů. Součástí intervalového aktu byli čtyři bývalí švýcarští eurovizní interpreti – Peter, Sue & Marc s písní „Io senza te“, Paola se skladbou „Cinéma“, Luca Hänni s písní „She Got Me“ a Gjon's Tears s „Tout l'univers“. Společně se poté představili Baby Lasagna (Chorvatsko 2024) a Käärijä (Finsko 2023) s písněmi „Rim Tim Tagi Dim“, „Cha Cha Cha“ a „#Eurodab“. Posledním vystoupením byla nová skladba „Unexplainable“ od Nema.

### Pravidla pro vlajky
Před zahájením ročníku byla zavedena nová pravidla pro zobrazování vlajek během soutěže. Diváci mohli do areálu přinést libovolné vlajky, které jsou v souladu se švýcarskými zákony, umělci naopak mohli používat výhradně vlajky země, kterou reprezentují, a to nejen na pódiu a v greenroomu, ale také na tyrkysovém koberci nebo v eurovizní vesničce. Nizozemská televizní společnost AVROTROS uvedla, že bude před nadcházejícím ročníkem požadovat přepracování pravidel.

## Formát

### Los států do semifinále
Los, který určil, kdo bude vystupovat v kterém semifinále, proběhl 28. ledna 2025. 31 semifinalistů bylo rozděleno do pěti skupin na základě historických výsledků a pravidelné vzájemné podpory některých států pro zachování co největší objektivity či eliminace politického vlivu v rámci soutěže. Los zároveň určil, během kterých semifinálových večerů budou moci hlasovat členové Velké pětky a Švýcarsko jakožto vítěz předchozího ročníku.
| Skupina 1                                                                 | Skupina 2                                                     | Skupina 3                                                           | Skupina 4                                                 | Skupina 5                                                 |
| ------------------------------------------------------------------------- | ------------------------------------------------------------- | ------------------------------------------------------------------- | --------------------------------------------------------- | --------------------------------------------------------- |
| - Belgie - Česko - Estonsko - Litva - Lotyšsko - Lucembursko - Nizozemsko | - Arménie - Ázerbájdžán - Gruzie - Izrael - Polsko - Ukrajina | - Albánie - Černá Hora - Chorvatsko - Rakousko - Slovinsko - Srbsko | - Irsko - Kypr - Malta - Portugalsko - Řecko - San Marino | - Austrálie - Dánsko - Finsko - Island - Norsko - Švédsko |

## Seznam účastníků
Země, které se chtěly ročníku zúčastnit, musely zaslat přihlášku do 15. září 2024. Poté mohly do 11. října od tohoto závazku odstoupit, aniž by musely čelit finanční pokutě.
12. prosince 2024 EVU oznámila, že se ročníku zúčastní 38 zemí. Černá Hora se do soutěže vrátila po dvouleté pauze. 22. ledna 2025 Moldavsko oznámilo, že ze soutěže odstupuje, počet účastníků tak klesl na 37.

### Navrátivší interpreti
Soutěže se zúčastnili dva interpreti, kteří se již představili v některém z předchozích ročníků: Nina Žižić, která reprezentovala Černou Horu v roce 2013 společně se skupinou Who See, kdy skončili na 12. místě v semifinále; a Justyna Steczkowska, která reprezentovala Polsko v roce 1995 a umístila se na 18. místě.

### První semifinále
Prvního semifinále se zúčastnilo celkem 15 zemí. Odehrálo se 13. května ve 21 hodin místního času. Hlasovat mohli diváci a poroty z těchto zemí, Švýcarska a dvou zemí tzv. Velké pětky, konkrétně z Itálie a Španělska. Během večera představily své písně i automaticky postupující země – Španělsko po Estonsku, Itálie po Belgii a Švýcarsko po Chorvatsku.
| Pořadí | Země        | Interpret           | Skladba                         | Jazyk                     | Umístění | Body |
| ------ | ----------- | ------------------- | ------------------------------- | ------------------------- | -------- | ---- |
| 1.     | Island      | Væb                 | „Róa“                           | islandština               | 6.       | 97   |
| 2.     | Polsko      | Justyna Steczkowska | „Gaja“                          | angličtina, polština      | 7.       | 85   |
| 3.     | Slovinsko   | Klemen              | „How Much Time Do We Have Left“ | angličtina                | 13.      | 23   |
| 4.     | Estonsko    | Tommy Cash          | „Espresso Macchiato“            | italština, angličtina     | 5.       | 113  |
| 5.     | Ukrajina    | Ziferblat           | „Bird of Pray“                  | angličtina, ukrajinština  | 1.       | 137  |
| 6.     | Švédsko     | KAJ                 | „Bara bada bastu“               | švédština                 | 4.       | 118  |
| 7.     | Portugalsko | Napa                | „Deslocado“                     | portugalština             | 9.       | 56   |
| 8.     | Norsko      | Kyle Alessandro     | „Lighter“                       | angličtina                | 8.       | 82   |
| 9.     | Belgie      | Red Sebastian       | „Strobe Lights“                 | angličtina                | 14.      | 23   |
| 10.    | Ázerbájdžán | Mamagama            | „Run With U“                    | angličtina                | 15.      | 7    |
| 11.    | San Marino  | Gabry Ponte         | „Tutta l'Italia“                | italština                 | 10.      | 46   |
| 12.    | Albánie     | Shkodra Elektronike | „Zjerm“                         | albánština                | 2.       | 122  |
| 13.    | Nizozemsko  | Claude              | „C'est la vie“                  | francouzština, angličtina | 3.       | 121  |
| 14.    | Chorvatsko  | Marko Bošnjak       | „Poison Cake“                   | angličtina                | 12.      | 28   |
| 15.    | Kypr        | Theo Evan           | „Shh“                           | angličtina                | 11.      | 44   |

### Druhé semifinále
Druhého semifinále se zúčastnilo celkem 16 zemí. Odehrálo se 15. května ve 21 hodin místního času. Hlasovat mohli diváci a poroty z těchto zemí a tří zemí tzv. Velké pětky, konkrétně z Francie, Německa a Spojeného království. Během večera představily své písně i automaticky postupující země – Spojené království po Rakousku, Francie po Gruzii a Německo po Izraeli.
| Pořadí | Země        | Interpret        | Skladba                   | Jazyk                                  | Umístění | Body |
| ------ | ----------- | ---------------- | ------------------------- | -------------------------------------- | -------- | ---- |
| 1.     | Austrálie   | Go-Jo            | „Milkshake Man“           | angličtina                             | 11.      | 41   |
| 2.     | Černá Hora  | Nina Žižić       | „Dobrodošli“ (Добродошли) | černohorština                          | 16.      | 12   |
| 3.     | Irsko       | Emmy             | „Laika Party“             | angličtina                             | 13.      | 28   |
| 4.     | Lotyšsko    | Tautumeitas      | „Bur man laimi“           | lotyština                              | 2.       | 130  |
| 5.     | Arménie     | Parg             | „Survivor“                | angličtina, arménština                 | 10.      | 51   |
| 6.     | Rakousko    | JJ               | „Wasted Love“             | angličtina                             | 5.       | 104  |
| 7.     | Řecko       | Klavdia          | „Asteromata“ (Αστερομάτα) | řečtina                                | 4.       | 112  |
| 8.     | Litva       | Katarsis         | „Tavo akys“               | litevština                             | 6.       | 103  |
| 9.     | Malta       | Miriana Conte    | „Serving“                 | angličtina                             | 9.       | 53   |
| 10.    | Gruzie      | Mariam Shengelia | „Freedom“                 | gruzínština, angličtina                | 15.      | 28   |
| 11.    | Dánsko      | Sissal           | „Hallucination“           | angličtina                             | 8.       | 61   |
| 12.    | Česko       | Adonxs           | „Kiss Kiss Goodbye“       | angličtina                             | 12.      | 29   |
| 13.    | Lucembursko | Laura Thorn      | „La poupée monte le son“  | francouzština                          | 7.       | 62   |
| 14.    | Izrael      | Juval Rafael     | „New Day Will Rise“       | angličtina, hebrejština, francouzština | 1.       | 203  |
| 15.    | Srbsko      | Princ            | „Mila“ (Мила)             | srbština                               | 14.      | 28   |
| 16.    | Finsko      | Erika Vikman     | „Ich komme“               | finština, němčina                      | 3.       | 115  |

### Finále
Finále se uskutečnilo 17. května ve 21 hodin místního času. Zúčastnilo se ho 26 zemí – 10 nejlepších z každého semifinále, státy z tzv. Velké pětky, které do finále postupují automaticky, a Švýcarsko jakožto vítěz předchozího ročníku.
| Pořadí | Země               | Interpret           | Skladba                        | Jazyk                                  | Umístění | Body |
| ------ | ------------------ | ------------------- | ------------------------------ | -------------------------------------- | -------- | ---- |
| 1.     | Norsko             | Kyle Alessandro     | „Lighter“                      | angličtina                             | 18.      | 89   |
| 2.     | Lucembursko        | Laura Thorn         | „La poupée monte le son“       | francouzština                          | 22.      | 47   |
| 3.     | Estonsko           | Tommy Cash          | „Espresso Macchiato“           | italština, angličtina                  | 3.       | 356  |
| 4.     | Izrael             | Juval Rafael        | „New Day Will Rise“            | angličtina, hebrejština, francouzština | 2.       | 357  |
| 5.     | Litva              | Katarsis            | „Tavo akys“                    | litevština                             | 16.      | 96   |
| 6.     | Španělsko          | Melody              | „Esa diva“                     | španělština                            | 24.      | 37   |
| 7.     | Ukrajina           | Ziferblat           | „Bird of Pray“                 | angličtina, ukrajinština               | 9.       | 218  |
| 8.     | Spojené království | Remember Monday     | „What the Hell Just Happened?“ | angličtina                             | 19.      | 88   |
| 9.     | Rakousko           | JJ                  | „Wasted Love“                  | angličtina                             | 1.       | 436  |
| 10.    | Island             | Væb                 | „Róa“                          | islandština                            | 25.      | 33   |
| 11.    | Lotyšsko           | Tautumeitas         | „Bur man laimi“                | lotyština                              | 13.      | 158  |
| 12.    | Nizozemsko         | Claude              | „C'est la vie“                 | francouzština, angličtina              | 12.      | 175  |
| 13.    | Finsko             | Erika Vikman        | „Ich komme“                    | finština, němčina                      | 11.      | 196  |
| 14.    | Itálie             | Lucio Corsi         | „Volevo essere un duro“        | italština                              | 5.       | 256  |
| 15.    | Polsko             | Justyna Steczkowska | „Gaja“                         | angličtina, polština                   | 14.      | 156  |
| 16.    | Německo            | Abor & Tynna        | „Baller“                       | němčina                                | 15.      | 151  |
| 17.    | Řecko              | Klavdia             | „Asteromata“ (Αστερομάτα)      | řečtina                                | 6.       | 231  |
| 18.    | Arménie            | Parg                | „Survivor“                     | angličtina, arménština                 | 20.      | 72   |
| 19.    | Švýcarsko          | Zoë Më              | „Voyage“                       | francouzština                          | 10.      | 214  |
| 20.    | Malta              | Miriana Conte       | „Serving“                      | angličtina                             | 17.      | 91   |
| 21.    | Portugalsko        | Napa                | „Deslocado“                    | portugalština                          | 21.      | 50   |
| 22.    | Dánsko             | Sissal              | „Hallucination“                | angličtina                             | 23.      | 47   |
| 23.    | Švédsko            | KAJ                 | „Bara bada bastu“              | švédština                              | 4.       | 321  |
| 24.    | Francie            | Louane              | „Maman“                        | francouzština                          | 7.       | 230  |
| 25.    | San Marino         | Gabry Ponte         | „Tutta l'Italia“               | italština                              | 26.      | 27   |
| 26.    | Albánie            | Shkodra Elektronike | „Zjerm“                        | albánština                             | 8.       | 218  |

## Detailní výsledky

### První semifinále
| - Hlasování: - 100 % diváci - 100 % porota | - Hlasování: - 100 % diváci - 100 % porota | Celkem | Island | Polsko | Slovinsko | Estonsko | Ukrajina | Švédsko | Portugalsko | Norsko | Belgie | Ázerbájdžán | San Marino | Albáníe | Nizozemsko | Chorvatsko | Kypr | Itálie | Španělsko | Švýcarsko | Zbytek světa |
| - Hlasování: - 100 % diváci - 100 % porota | - Hlasování: - 100 % diváci - 100 % porota | Celkem |        |        |           |          |          |         |             |        |        |             |            |         |            |            |      |        |           |           |              |
| Země                                       | Island                                     | 97     |        | 6      | 5         | 7        | 2        | 12      | 2           | 8      | 5      |             |            | 5       | 10         | 7          | 7    | 4      | 5         | 4         | 8            |
| Země                                       | Polsko                                     | 85     | 7      |        |           |          | 5        | 7       | 4           | 7      | 10     | 1           |            | 2       | 12         | 1          | 4    | 3      | 10        | 6         | 6            |
| Země                                       | Slovinsko                                  | 23     |        |        |           | 3        | 1        |         |             | 1      |        | 2           | 8          | 1       |            | 6          | 1    |        |           |           |              |
| Země                                       | Estonsko                                   | 113    | 6      | 8      | 1         |          | 3        | 6       | 6           | 6      | 4      | 10          | 10         | 8       | 6          | 12         | 8    | 8      | 4         | 3         | 4            |
| Země                                       | Ukrajina                                   | 137    | 4      | 12     | 8         | 8        |          | 4       | 12          | 5      | 6      | 7           | 6          | 10      | 8          | 4          | 12   | 7      | 12        | 2         | 10           |
| Země                                       | Švédsko                                    | 118    | 12     | 7      | 4         | 12       | 4        |         | 7           | 12     | 8      | 4           |            | 6       | 7          | 8          | 5    | 6      | 2         | 7         | 7            |
| Země                                       | Portugalsko                                | 56     | 1      | 3      | 3         | 6        | 7        | 2       |             | 3      | 3      |             | 4          |         | 3          |            |      | 1      | 7         | 8         | 5            |
| Země                                       | Norsko                                     | 82     | 10     | 5      | 2         | 5        | 12       | 5       | 3           |        | 2      | 8           |            | 3       | 2          | 5          | 6    | 2      | 8         | 1         | 3            |
| Země                                       | Belgie                                     | 23     | 5      |        |           | 1        |          |         |             |        |        |             | 12         |         | 5          |            |      |        |           |           |              |
| Země                                       | Ázerbájdžán                                | 7      |        |        |           |          |          |         |             |        |        |             | 7          |         |            |            |      |        |           |           |              |
| Země                                       | San Marino                                 | 46     | 3      | 1      |           | 4        |          | 3       | 1           | 2      | 1      | 5           |            | 4       |            | 2          | 2    | 12     | 1         | 5         |              |
| Země                                       | Albáníe                                    | 122    | 2      | 10     | 7         | 2        | 10       | 10      | 8           | 4      | 7      | 6           | 1          |         | 4          | 10         | 3    | 10     | 6         | 10        | 12           |
| Země                                       | Nizozemsko                                 | 121    | 8      | 4      | 6         | 10       | 6        | 8       | 10          | 10     | 12     | 3           | 3          | 7       |            | 3          | 10   | 5      | 3         | 12        | 1            |
| Země                                       | Chorvatsko                                 | 28     |        | 2      | 12        |          | 8        | 1       |             |        |        |             | 2          |         | 1          |            |      |        |           |           | 2            |
| Země                                       | Kypr                                       | 44     |        |        | 10        |          |          |         | 5           |        |        | 12          | 5          | 12      |            |            |      |        |           |           |              |

#### 12 bodů
Níže je souhrn 12bodových hodnocení, která získaly jednotlivé země od diváků v prvním semifinále.
| # | Země       | 12 bodů od diváků                    |
| - | ---------- | ------------------------------------ |
| 4 | Ukrajina   | Kypr, Španělsko, Polsko, Portugalsko |
| 3 | Švédsko    | Estonsko, Island, Norsko             |
| 2 | Kypr       | Albánie, Ázerbájdžán                 |
| 2 | Nizozemsko | Belgie, Švýcarsko                    |
| 1 | Albánie    | Zbytek světa                         |
| 1 | Belgie     | San Marino                           |
| 1 | Chorvatsko | Slovinsko                            |
| 1 | Estonsko   | Chorvatsko                           |
| 1 | Island     | Švédsko                              |
| 1 | Norsko     | Ukrajina                             |
| 1 | Polsko     | Nizozemsko                           |
| 1 | San Marino | Itálie                               |

### Druhé semifinále
| - Hlasování: - 100 % diváci | - Hlasování: - 100 % diváci | Celkem | Austrálie | Černá Hora | Irsko | Lotyšsko | Arménie | Rakousko | Řecko | Litva | Malta | Gruzie | Dánsko | Česko | Lucembursko | Izrael | Srbsko | Finsko | Francie | Německo | Spojené království | Zbytek světa |
| - Hlasování: - 100 % diváci | - Hlasování: - 100 % diváci | Celkem |           |            |       |          |         |          |       |       |       |        |        |       |             |        |        |        |         |         |                    |              |
| Země                        | Austrálie                   | 41     |           |            | 3     | 6        |         | 2        |       | 6     | 5     | 1      | 3      | 1     |             |        |        | 5      |         | 2       | 5                  | 2            |
| Země                        | Černá Hora                  | 12     |           |            |       |          |         |          |       |       |       |        |        |       |             |        | 12     |        |         |         |                    |              |
| Země                        | Irsko                       | 28     | 2         |            |       | 4        |         |          |       | 2     | 6     |        | 2      |       | 2           |        |        | 2      |         |         | 7                  | 1            |
| Země                        | Lotyšsko                    | 130    | 7         | 3          | 8     |          | 4       | 8        | 3     | 12    | 3     | 7      | 8      | 10    | 7           | 4      | 4      | 10     | 6       | 8       | 8                  | 10           |
| Země                        | Arménie                     | 51     |           |            |       | 1        |         |          | 8     | 5     | 1     | 12     |        | 3     |             | 12     | 1      |        | 8       |         |                    |              |
| Země                        | Rakousko                    | 104    | 3         | 7          | 6     | 7        | 8       |          | 10    | 8     | 7     | 6      | 7      | 6     | 4           | 6      | 6      | 7      | 1       | 5       |                    |              |
| Země                        | Řecko                       | 112    | 5         | 10         | 1     |          | 12      | 7        |       |       | 8     | 5      | 4      | 4     | 10          | 8      | 10     | 1      | 7       | 10      | 3                  | 7            |
| Země                        | Litva                       | 103    | 1         | 5          | 10    | 12       | 1       |          | 4     |       | 2     | 8      | 6      | 8     | 8           |        | 5      | 6      | 5       | 7       | 10                 | 5            |
| Země                        | Malta                       | 53     | 8         | 4          | 4     |          | 7       | 1        | 6     |       |       | 2      | 1      | 2     | 3           | 5      | 2      | 3      |         |         | 2                  | 3            |
| Země                        | Gruzie                      | 28     |           |            |       | 3        | 10      |          | 5     | 3     |       |        |        |       |             | 7      |        |        |         |         |                    |              |
| Země                        | Dánsko                      | 61     | 6         | 2          | 5     | 2        | 3       | 3        |       | 4     | 4     |        |        | 5     | 1           | 1      |        | 8      | 3       | 4       | 6                  | 4            |
| Země                        | Česko                       | 29     |           |            |       |          | 5       | 5        |       |       |       | 3      |        |       | 5           | 3      |        |        |         |         |                    | 8            |
| Země                        | Lucembursko                 | 62     | 4         | 1          | 2     | 5        |         | 6        | 7     | 1     |       |        | 5      |       |             | 10     | 3      | 4      | 10      | 3       | 1                  |              |
| Země                        | Izrael                      | 203    | 12        | 8          | 12    | 10       | 2       | 12       | 12    | 10    | 12    | 10     | 12     | 12    | 12          |        | 7      | 12     | 12      | 12      | 12                 | 12           |
| Země                        | Srbsko                      | 28     |           | 12         |       |          |         | 10       | 1     |       |       |        |        |       |             |        |        |        | 4       | 1       |                    |              |
| Země                        | Finsko                      | 115    | 10        | 6          | 7     | 8        | 6       | 4        | 2     | 7     | 10    | 4      | 10     | 7     | 6           | 2      | 8      |        | 2       | 6       | 4                  | 6            |

#### 12 bodů
Níže je souhrn 12bodových hodnocení, která získaly jednotlivé země od diváků ve druhém semifinále.
| #  | Země       | 12 bodů od diváků |
| -- | ---------- | --- |
| 13 | Izrael     | Austrálie, Rakousko, Česko, Dánsko, Finsko, Francie, Německo, Řecko, Irsko, Lucembursko, Malta, Zbytek světa, Spojené království |
| 2  | Arménie    | Izrael, Gruzie |
| 1  | Řecko      | Arménie |
| 1  | Lotyšsko   | Litva |
| 1  | Litva      | Lotyšsko |
| 1  | Černá Hora | Srbsko |
| 1  | Srbsko     | Černá Hora |

### Finále
| Umístění | Celkem             | Celkem | Porota             | Porota | Diváci             | Diváci |
| Umístění | Země               | Body   | Země               | Body   | Země               | Body   |
| -------- | ------------------ | ------ | ------------------ | ------ | ------------------ | ------ |
| 1        | Rakousko           | 436    | Rakousko           | 258    | Izrael             | 297    |
| 2        | Izrael             | 357    | Švýcarsko          | 214    | Estonsko           | 258    |
| 3        | Estonsko           | 356    | Francie            | 180    | Švédsko            | 195    |
| 4        | Švédsko            | 321    | Itálie             | 159    | Rakousko           | 178    |
| 5        | Itálie             | 256    | Nizozemsko         | 133    | Albánie            | 173    |
| 6        | Řecko              | 231    | Švédsko            | 126    | Ukrajina           | 158    |
| 7        | Francie            | 230    | Lotyšsko           | 116    | Polsko             | 139    |
| 8        | Albánie            | 218    | Řecko              | 105    | Řecko              | 126    |
| 9        | Ukrajina           | 218    | Estonsko           | 98     | Finsko             | 108    |
| 10       | Švýcarsko          | 214    | Spojené království | 88     | Itálie             | 97     |
| 11       | Finsko             | 196    | Finsko             | 88     | Německo            | 74     |
| 12       | Nizozemsko         | 175    | Malta              | 83     | Norsko             | 67     |
| 13       | Lotyšsko           | 158    | Německo            | 77     | Litva              | 62     |
| 14       | Polsko             | 156    | Ukrajina           | 60     | Francie            | 50     |
| 15       | Německo            | 151    | Izrael             | 60     | Nizozemsko         | 42     |
| 16       | Litva              | 96     | Albánie            | 45     | Lotyšsko           | 42     |
| 17       | Malta              | 91     | Dánsko             | 45     | Island             | 33     |
| 18       | Norsko             | 89     | Arménie            | 42     | Arménie            | 30     |
| 19       | Spojené království | 88     | Portugalsko        | 37     | Lucembursko        | 24     |
| 20       | Arménie            | 72     | Litva              | 34     | San Marino         | 18     |
| 21       | Portugalsko        | 50     | Španělsko          | 27     | Portugalsko        | 13     |
| 22       | Lucembursko        | 47     | Lucembursko        | 23     | Španělsko          | 10     |
| 23       | Dánsko             | 47     | Norsko             | 22     | Malta              | 8      |
| 24       | Španělsko          | 37     | Polsko             | 17     | Dánsko             | 2      |
| 25       | Island             | 33     | San Marino         | 9      | Spojené království | 0      |
| 26       | San Marino         | 27     | Island             | 0      | Švýcarsko          | 0      |

| - Hlasování: - 100 % diváci - 100 % porota | - Hlasování: - 100 % diváci - 100 % porota | Celkem | Porota | Diváci | Porota  | Porota      | Porota | Porota     | Porota    | Porota  | Porota      | Porota     | Porota   | Porota | Porota   | Porota  | Porota | Porota      | Porota | Porota     | Porota   | Porota | Porota | Porota     | Porota | Porota | Porota | Porota             | Porota    | Porota | Porota    | Porota  | Porota | Porota | Porota  | Porota | Porota | Porota | Porota | Porota   | Porota    |
| - Hlasování: - 100 % diváci - 100 % porota | - Hlasování: - 100 % diváci - 100 % porota | Celkem | Porota | Diváci | Švédsko | Ázerbájdžán | Malta  | Nizozemsko | Slovinsko | Arménie | Lucembursko | San Marino | Ukrajina | Norsko | Rakousko | Francie | Itálie | Portugalsko | Dánsko | Chorvatsko | Lotyšsko | Irsko  | Polsko | Černá Hora | Řecko  | Srbsko | Česko  | Spojené království | Španělsko | Finsko | Austrálie | Německo | Belgie | Izrael | Albáníe | Litva  | Island | Gruzie | Kypr   | Estonsko | Švýcarsko |
| - Hlasování: - 100 % diváci - 100 % porota | - Hlasování: - 100 % diváci - 100 % porota | Celkem |        |        |         |             |        |            |           |         |             |            |          |        |          |         |        |             |        |            |          |        |        |            |        |        |        |                    |           |        |           |         |        |        |         |        |        |        |        |          |           |
| Země                                       | Norsko                                     | 89     | 22     | 67     | 4       |             |        |            | 2         |         |             |            |          |        |          |         |        |             |        | 1          |          |        | 2      |            |        |        | 6      |                    |           |        |           | 1       |        |        |         |        | 6      |        |        |          |           |
| Země                                       | Lucembursko                                | 47     | 23     | 24     |         |             |        | 6          |           |         |             |            | 3        |        | 1        |         |        |             |        |            | 3        |        |        | 4          |        |        |        | 4                  |           |        |           |         |        | 2      |         |        |        |        |        |          |           |
| Země                                       | Estonsko                                   | 356    | 98     | 258    |         | 7           | 3      |            | 7         | 2       | 3           | 7          | 5        | 4      | 3        |         | 10     | 3           |        | 5          | 1        |        |        |            |        | 3      |        | 3                  |           | 4      | 3         |         | 10     |        |         | 7      | 3      |        |        |          | 5         |
| Země                                       | Izrael                                     | 357    | 60     | 297    |         | 12          |        | 5          |           |         | 1           |            | 2        |        |          | 7       |        |             | 3      | 6          |          | 7      |        |            | 1      |        |        |                    |           | 2      |           | 3       |        |        | 5       |        |        | 1      | 5      |          |           |
| Země                                       | Litva                                      | 96     | 34     | 62     |         |             |        | 4          |           |         |             | 3          |          |        |          |         |        |             |        |            | 7        |        | 6      | 3          |        |        | 5      | 6                  |           |        |           |         |        |        |         |        |        |        |        |          |           |
| Země                                       | Španělsko                                  | 37     | 27     | 10     | 2       | 5           | 5      |            |           |         |             |            |          |        |          | 5       |        |             |        |            |          |        |        |            |        |        |        |                    |           |        |           |         |        |        | 10      |        |        |        |        |          |           |
| Země                                       | Ukrajina                                   | 218    | 60     | 158    | 5       | 8           |        |            | 5         | 4       |             | 4          |          | 1      |          |         | 2      | 8           | 2      | 2          |          |        |        |            |        | 4      |        |                    | 2         |        |           |         |        | 4      |         | 2      |        | 6      |        |          | 1         |
| Země                                       | Spojené království                         | 88     | 88     | 0      |         |             |        |            |           |         | 6           | 2          | 10       | 7      | 7        |         | 12     | 2           | 4      |            |          | 2      | 1      |            |        |        | 10     |                    | 6         | 5      |           |         |        |        |         |        | 5      |        |        | 5        | 4         |
| Země                                       | Rakousko                                   | 436    | 258    | 178    | 12      |             | 7      | 12         | 10        | 8       | 10          |            | 1        | 12     |          | 4       |        | 6           | 5      | 10         | 12       | 12     | 7      | 8          | 10     | 8      |        | 8                  | 7         | 12     | 7         | 12      | 12     | 6      | 7       | 4      | 8      |        | 7      | 7        | 7         |
| Země                                       | Island                                     | 33     | 0      | 33     |         |             |        |            |           |         |             |            |          |        |          |         |        |             |        |            |          |        |        |            |        |        |        |                    |           |        |           |         |        |        |         |        |        |        |        |          |           |
| Země                                       | Lotyšsko                                   | 158    | 116    | 42     |         |             |        | 3          |           | 1       | 2           | 8          | 6        | 6      | 4        |         |        | 7           | 12     | 7          |          |        |        |            |        | 1      |        | 12                 |           |        | 10        |         | 7      | 7      |         | 12     |        | 8      |        | 3        |           |
| Země                                       | Nizozemsko                                 | 175    | 133    | 42     | 8       | 3           |        |            | 4         | 3       | 7           |            |          | 5      | 2        | 3       |        | 5           |        |            |          | 10     | 10     | 2          | 8      |        | 7      |                    | 10        |        |           |         | 3      |        | 3       | 8      | 10     | 7      | 8      | 1        | 6         |
| Země                                       | Finsko                                     | 196    | 88     | 108    | 6       |             | 6      |            |           | 10      |             |            |          | 8      | 12       |         | 1      |             | 6      |            | 10       | 4      |        |            |        |        |        | 5                  |           |        | 2         |         | 4      |        |         |        | 1      |        |        | 10       | 3         |
| Země                                       | Itálie                                     | 256    | 159    | 97     |         | 10          | 4      |            | 12        |         |             | 12         | 8        |        |          | 6       |        | 12          | 8      | 12         |          |        | 8      |            | 4      |        | 3      |                    | 4         |        |           | 5       | 5      | 3      |         | 10     | 2      | 12     | 3      | 4        | 12        |
| Země                                       | Polsko                                     | 156    | 17     | 139    |         | 4           |        |            |           |         |             |            |          |        |          | 1       |        |             |        |            |          |        |        |            |        |        |        |                    |           |        | 5         | 2       | 2      | 1      |         |        |        |        |        | 2        |           |
| Země                                       | Německo                                    | 151    | 77     | 74     |         | 2           |        |            |           |         | 4           |            | 12       |        |          |         | 8      |             |        |            | 2        |        |        |            | 5      | 10     | 12     |                    | 3         | 1      |           |         | 1      | 10     |         | 5      |        | 2      |        |          |           |
| Země                                       | Řecko                                      | 231    | 105    | 126    |         |             | 10     |            |           |         |             |            |          |        |          | 8       |        | 1           |        | 4          |          | 3      | 4      | 12         |        | 6      |        | 1                  |           | 3      | 12        | 6       |        | 12     | 6       |        |        | 5      | 12     |          |           |
| Země                                       | Arménie                                    | 72     | 42     | 30     |         |             | 12     |            |           |         |             |            |          |        |          | 10      |        |             | 1      |            | 4        | 1      |        | 1          | 3      | 2      |        |                    |           |        |           |         |        | 5      |         |        |        | 3      |        |          |           |
| Země                                       | Švýcarsko                                  | 214    | 214    | 0      | 10      | 1           | 2      | 10         | 8         | 7       | 8           | 10         | 7        | 3      |          | 2       | 4      | 10          | 10     | 8          | 8        |        | 12     | 7          | 6      | 7      |        |                    | 12        | 6      | 1         | 7       | 8      |        | 8       | 3      | 7      | 4      | 6      | 12       |           |
| Země                                       | Malta                                      | 91     | 83     | 8      | 1       |             |        |            |           | 5       |             | 1          |          |        | 10       |         | 5      |             |        |            | 5        | 6      |        | 5          |        |        | 2      | 7                  | 5         | 7      | 8         | 8       |        | 8      |         |        |        |        |        |          |           |
| Země                                       | Portugalsko                                | 50     | 37     | 13     |         | 6           |        | 7          | 1         |         |             | 6          | 4        |        |          |         |        |             |        |            |          |        |        |            |        |        | 4      |                    |           |        |           |         |        |        | 1       | 6      |        |        |        |          | 2         |
| Země                                       | Dánsko                                     | 47     | 45     | 2      |         |             |        |            |           |         |             |            |          |        | 8        |         | 7      |             |        |            |          |        |        |            |        | 5      | 1      | 10                 |           |        | 4         |         |        |        |         |        |        | 10     |        |          |           |
| Země                                       | Švédsko                                    | 321    | 126    | 195    |         |             | 1      | 8          | 6         | 6       | 5           |            |          | 10     | 5        |         |        |             | 7      | 3          |          | 5      |        |            | 7      |        |        |                    |           | 10     | 6         | 4       | 6      |        | 4       | 1      | 12     |        | 2      | 8        | 10        |
| Země                                       | Francie                                    | 230    | 180    | 50     | 7       |             | 8      | 2          | 3         | 12      | 12          | 5          |          | 2      | 6        |         |        |             |        |            | 6        | 8      | 3      | 6          | 12     | 12     | 8      | 2                  | 8         | 8      |           | 10      |        |        | 12      |        | 4      |        | 10     | 6        | 8         |
| Země                                       | San Marino                                 | 27     | 9      | 18     |         |             |        |            |           |         |             |            |          |        |          |         | 6      |             |        |            |          |        |        |            |        |        |        |                    |           |        |           |         |        |        | 2       |        |        |        | 1      |          |           |
| Země                                       | Albáníe                                    | 218    | 45     | 173    | 3       |             |        | 1          |           |         |             |            |          |        |          | 12      | 3      | 4           |        |            |          |        | 5      | 10         | 2      |        |        |                    | 1         |        |           |         |        |        |         |        |        |        | 4      |          |           |

| - Hlasování: - 100 % diváci - 100 % porota | - Hlasování: - 100 % diváci - 100 % porota | Celkem | Porota | Diváci | Diváci  | Diváci      | Diváci | Diváci     | Diváci    | Diváci  | Diváci      | Diváci     | Diváci   | Diváci | Diváci   | Diváci  | Diváci | Diváci      | Diváci | Diváci     | Diváci   | Diváci | Diváci | Diváci     | Diváci | Diváci | Diváci | Diváci             | Diváci    | Diváci | Diváci    | Diváci  | Diváci | Diváci | Diváci  | Diváci | Diváci | Diváci | Diváci | Diváci   | Diváci    | Diváci       |
| - Hlasování: - 100 % diváci - 100 % porota | - Hlasování: - 100 % diváci - 100 % porota | Celkem | Porota | Diváci | Švédsko | Ázerbájdžán | Malta  | Nizozemsko | Slovinsko | Arménie | Lucembursko | San Marino | Ukrajina | Norsko | Rakousko | Francie | Itálie | Portugalsko | Dánsko | Chorvatsko | Lotyšsko | Irsko  | Polsko | Černá Hora | Řecko  | Srbsko | Česko  | Spojené království | Španělsko | Finsko | Austrálie | Německo | Belgie | Izrael | Albáníe | Litva  | Island | Gruzie | Kypr   | Estonsko | Švýcarsko | Zbytek světa |
| - Hlasování: - 100 % diváci - 100 % porota | - Hlasování: - 100 % diváci - 100 % porota | Celkem |        |        |         |             |        |            |           |         |             |            |          |        |          |         |        |             |        |            |          |        |        |            |        |        |        |                    |           |        |           |         |        |        |         |        |        |        |        |          |           |              |
| Země                                       | Norsko                                     | 89     | 22     | 67     |         | 6           | 6      |            | 2         | 4       |             |            | 10       |        |          |         | 1      |             |        | 4          | 1        |        | 3      |            | 4      | 3      | 2      |                    | 2         |        |           |         |        |        |         | 2      | 8      | 4      | 5      |          |           |              |
| Země                                       | Lucembursko                                | 47     | 23     | 24     |         |             |        |            | 4         |         |             |            |          |        |          | 1       |        |             |        |            |          |        |        | 8          |        |        |        |                    |           |        |           |         |        | 3      | 8       |        |        |        |        |          |           |              |
| Země                                       | Estonsko                                   | 356    | 98     | 258    | 8       | 8           | 12     | 8          | 7         | 12      | 5           | 7          | 2        | 7      | 8        |         | 7      | 1           | 6      | 12         | 12       | 6      | 10     | 10         | 8      | 12     | 6      | 6                  | 7         | 8      | 6         | 4       | 2      | 10     | 5       | 10     | 7      | 8      | 7      |          | 2         | 2            |
| Země                                       | Izrael                                     | 357    | 60     | 297    | 12      | 12          | 5      | 12         | 6         |         | 12          | 10         | 1        | 10     | 7        | 12      | 8      | 12          | 8      |            | 7        | 10     |        | 7          | 7      | 2      | 10     | 12                 | 12        | 10     | 12        | 12      | 12     |        | 7       | 3      | 4      | 7      | 10     | 2        | 12        | 12           |
| Země                                       | Litva                                      | 96     | 34     | 62     |         |             |        |            |           |         | 4           |            | 12       | 4      |          |         |        |             | 2      |            | 10       | 8      | 6      |            |        |        |        | 8                  |           | 1      |           |         |        |        |         |        |        | 6      |        | 1        |           |              |
| Země                                       | Španělsko                                  | 37     | 27     | 10     |         |             |        |            |           |         |             |            |          |        |          |         |        | 6           |        |            |          | 1      |        |            |        |        |        |                    |           |        |           |         |        |        |         |        |        |        |        |          |           | 3            |
| Země                                       | Ukrajina                                   | 218    | 60     | 158    | 4       | 4           |        | 4          | 3         |         |             | 4          |          | 2      |          | 6       | 6      | 10          | 4      | 2          | 6        | 7      | 12     | 6          |        |        | 12     |                    | 10        | 2      |           | 3       |        | 12     |         | 7      |        | 10     | 8      | 6        |           | 8            |
| Země                                       | Spojené království                         | 88     | 88     | 0      |         |             |        |            |           |         |             |            |          |        |          |         |        |             |        |            |          |        |        |            |        |        |        |                    |           |        |           |         |        |        |         |        |        |        |        |          |           |              |
| Země                                       | Rakousko                                   | 436    | 258    | 178    |         | 10          | 10     | 3          | 10        | 7       |             | 5          | 6        | 1      |          | 2       | 4      | 7           | 3      | 5          | 4        | 4      | 7      | 3          | 10     | 10     | 4      |                    | 4         | 7      | 3         | 6       | 3      | 8      | 6       | 5      | 3      | 5      | 6      |          | 6         | 1            |
| Země                                       | Island                                     | 33     | 0      | 33     | 5       |             |        |            | 1         |         |             |            |          | 3      | 1        |         |        |             | 10     | 1          |          |        |        |            |        |        |        |                    |           | 6      |           | 1       |        |        |         |        |        |        |        | 5        |           |              |
| Země                                       | Lotyšsko                                   | 158    | 116    | 42     |         |             |        |            |           |         | 1           |            | 8        |        |          |         |        |             |        |            |          | 3      | 2      |            |        |        |        | 3                  |           | 3      | 2         |         |        |        |         | 12     |        |        |        | 8        |           |              |
| Země                                       | Nizozemsko                                 | 175    | 133    | 42     | 2       |             |        |            |           | 2       |             | 2          |          | 5      | 3        |         |        | 3           |        |            |          |        |        |            | 6      |        |        |                    |           |        |           |         | 5      |        | 1       | 1      | 6      |        | 1      | 4        | 1         |              |
| Země                                       | Finsko                                     | 196    | 88     | 108    | 10      | 5           | 7      | 6          |           | 1       |             |            |          | 6      | 2        |         |        |             | 5      | 7          | 3        | 5      | 1      |            |        | 6      | 3      | 4                  | 6         |        | 10        |         |        | 1      |         |        | 5      |        |        | 10       |           | 5            |
| Země                                       | Itálie                                     | 256    | 159    | 97     | 1       |             | 8      | 2          | 12        |         |             | 3          | 7        |        | 10       | 3       |        | 8           |        | 6          | 2        |        |        | 1          |        |        |        |                    |           |        |           | 2       | 1      |        | 10      | 6      |        |        |        | 7        | 8         |              |
| Země                                       | Polsko                                     | 156    | 17     | 139    | 6       |             | 2      | 10         |           |         | 3           | 6          | 3        | 8      | 5        | 7       | 3      |             | 7      |            |          | 12     |        |            |        |        | 8      | 10                 | 8         |        | 1         | 7       | 10     |        |         |        | 12     |        | 4      |          | 3         | 4            |
| Země                                       | Německo                                    | 151    | 77     | 74     |         |             |        | 1          |           | 5       |             |            | 5        |        | 12       |         |        |             | 1      | 3          | 5        |        | 5      |            | 3      | 5      | 1      |                    |           | 5      |           |         |        | 5      | 4       | 8      | 1      | 2      |        | 3        |           |              |
| Země                                       | Řecko                                      | 231    | 105    | 126    | 3       |             |        | 5          |           | 8       | 10          | 12         |          |        |          | 4       | 2      |             |        |            |          |        |        | 4          |        | 8      |        | 2                  |           |        | 7         | 10      | 6      | 7      | 12      |        |        |        | 12     |          | 7         | 7            |
| Země                                       | Arménie                                    | 72     | 42     | 30     |         |             |        |            |           |         |             |            |          |        |          | 8       |        |             |        |            |          |        |        |            | 2      |        |        |                    |           |        |           |         |        | 6      |         |        |        | 12     | 2      |          |           |              |
| Země                                       | Švýcarsko                                  | 214    | 214    | 0      |         |             |        |            |           |         |             |            |          |        |          |         |        |             |        |            |          |        |        |            |        |        |        |                    |           |        |           |         |        |        |         |        |        |        |        |          |           |              |
| Země                                       | Malta                                      | 91     | 83     | 8      |         | 1           |        |            |           |         |             |            |          |        |          |         |        |             |        |            |          |        |        |            |        | 1      |        | 1                  |           |        | 5         |         |        |        |         |        |        |        |        |          |           |              |
| Země                                       | Portugalsko                                | 50     | 37     | 13     |         |             |        |            |           |         | 8           |            |          |        |          | 5       |        |             |        |            |          |        |        |            |        |        |        |                    |           |        |           |         |        |        |         |        |        |        |        |          |           |              |
| Země                                       | Dánsko                                     | 47     | 45     | 2      |         |             |        |            |           |         |             |            |          |        |          |         |        |             |        |            |          |        |        |            |        |        |        |                    |           |        |           |         |        |        |         |        | 2      |        |        |          |           |              |
| Země                                       | Švédsko                                    | 321    | 126    | 195    |         | 3           | 1      | 7          | 5         | 6       | 2           | 1          | 4        | 12     | 4        |         | 5      | 4           | 12     | 8          | 8        | 2      | 8      | 5          | 1      | 7      | 7      | 7                  | 5         | 12     | 8         | 5       | 4      | 2      | 2       | 4      | 10     | 1      |        | 12       | 5         | 6            |
| Země                                       | Francie                                    | 230    | 180    | 50     |         | 2           |        |            |           | 10      | 6           |            |          |        |          |         |        | 5           |        |            |          |        |        | 2          | 5      |        |        |                    | 1         |        |           |         | 8      | 4      |         |        |        |        | 3      |          | 4         |              |
| Země                                       | San Marino                                 | 27     | 9      | 18     |         |             | 3      |            |           |         |             |            |          |        |          |         | 12     |             |        |            |          |        |        |            |        |        |        |                    |           |        |           |         |        |        | 3       |        |        |        |        |          |           |              |
| Země                                       | Albáníe                                    | 218    | 45     | 173    | 7       | 7           | 4      |            | 8         | 3       | 7           | 8          |          |        | 6        | 10      | 10     | 2           |        | 10         |          |        | 4      | 12         | 12     | 4      | 5      | 5                  | 3         | 4      | 4         | 8       | 7      |        |         |        |        | 3      |        |          | 10        | 10           |

#### 12 bodů
Níže je souhrn 12bodových hodnocení, která získaly jednotlivé země od porot a diváků ve finále.
| # | Země               | 12 bodů od porot                                                      |
| - | ------------------ | --------------------------------------------------------------------- |
| 8 | Rakousko           | Belgie, Finsko, Německo, Irsko, Lotyšsko, Nizozemsko, Norsko, Švédsko |
| 6 | Itálie             | Chorvatsko, Gruzie, Portugalsko, San Marino, Slovinsko, Švýcarsko     |
| 5 | Francie            | Albánie, Arménie, Řecko, Lucembursko, Srbsko                          |
| 4 | Řecko              | Austrálie, Kypr, Izrael, Černá Hora                                   |
| 3 | Lotyšsko           | Dánsko, Litva, Spojené království                                     |
| 3 | Švýcarsko          | Estonsko, Polsko, Španělsko                                           |
| 2 | Německo            | Česko, Ukrajina                                                       |
| 1 | Albánie            | Francie                                                               |
| 1 | Arménie            | Malta                                                                 |
| 1 | Finsko             | Rakousko                                                              |
| 1 | Izrael             | Ázerbájdžán                                                           |
| 1 | Švédsko            | Island                                                                |
| 1 | Spojené království | Itálie                                                                |

| #  | Země       | 12 bodů od diváků |
| -- | ---------- | --- |
| 13 | Izrael     | Austrálie, Ázerbájdžán, Belgie, Francie, Německo, Lucembursko, Nizozemsko, Portugalsko, Zbytek světa, Španělsko, Švédsko, Švýcarsko, Spojené království |
| 5  | Estonsko   | Arménie, Chorvatsko, Lotyšsko, Malta, Srbsko |
| 4  | Švédsko    | Dánsko, Estonsko, Finsko, Norsko |
| 3  | Řecko      | Albánie, Kypr, San Marino |
| 3  | Ukrajina   | Česko, Izrael, Polsko |
| 2  | Albánie    | Řecko, Černá Hora |
| 2  | Polsko     | Island, Irsko |
| 1  | Arménie    | Gruzie |
| 1  | Německo    | Rakousko |
| 1  | Itálie     | Slovinsko |
| 1  | Lotyšsko   | Litva |
| 1  | Litva      | Ukrajina |
| 1  | San Marino | Itálie |

## Ostatní země
Podmínkou pro účast v soutěži je aktivní členství v Evropské vysílací unii (EVU), díky kterému je daný stát schopný soutěž vysílat. Pozvánku dostávají každoročně všichni aktivní členové unie.

### Aktivní členové EVU
- Andorra – Na konci června 2024 země potvrdila, že se do soutěže nevrátí.[33] Andorra se naposledy zúčastnila v roce 2009.
- Bosna a Hercegovina – 17. července 2024 bosenská televize BHRT potvrdila, že země se soutěže z důvodu nestabilní finanční situace a dluhu vůči EVU nezúčastní.[34] Bosna a Hercegovina se naposledy zúčastnila v roce 2016.
- Bulharsko – 12. května 2024 Bulharská národní televize přes svůj oficiální účet na sociální síti X sdělila, že zvažuje návrat do soutěže v roce 2025, což se ale nakonec nestalo.[35] Bulharsko se naposledy zúčastnilo v roce 2022.
- Maďarsko – Země o možném návratu do soutěže nekomunikovala a nakonec nebyla součástí zveřejněného seznamu účastníků. Maďarsko se naposledy zúčastnilo v roce 2019.
- Maroko – Země o možném návratu do soutěže nekomunikovala a nakonec nebyla součástí zveřejněného seznamu účastníků. Maroko se poprvé a naposledy zúčastnilo v roce 1980.
- Moldavsko – Společnost TRM 16. listopadu 2024 potvrdila, že se ročníku zúčastní a zveřejnila podobu národního kola. 22. ledna 2025, čtyři dny po odvysílání živého přenosu předkola, televize ale oznámila, že ze soutěže odstupuje, a to z ekonomických a administrativních důvodů, ale také kvůli úpadku zájmu veřejnosti a celkové kvalitě výkonů a skladeb v národním kole.[1]
- Monako – Nová monacká televize TVMonaco byla spuštěna 1. září 2023, kvůli nedostatku času se ale země nepřihlásila do ročníku v roce 2024 s tím, že možnost zúčastnit se v roce 2025 je otevřená, což se ale nakonec nestalo.[36] Monako se naposledy zúčastnilo v roce 2006.
- Rumunsko – Rumunská stanice TVR v roce 2024 ze soutěže odstoupila z finančních důvodů a nevrátila se ani o rok později.[37] Rumunsko se naposledy zúčastnilo v roce 2023.
- Severní Makedonie – 22. října 2024 programová rada stanice MRT schválila zahájení diskuse o možném návratu do soutěže. V rozpočtu ale nebyly na účast v soutěži alokovány finanční prostředky, a tak se země nakonec nevrátila.[38] Severní Makedonie se naposledy zúčastnila v roce 2022.
- Slovensko – 8. dubna 2024 zástupci RTVS oznámili, že Slovensko se Eurovize nezúčastní z důvodu snížení státního příspěvku do rozpočtu televize.[39] Slovensko se naposledy zúčastnilo v roce 2012.
- Turecko – 20. května 2024 turecký prezident Recep Tayyip Erdoğan zmínil soutěž v jednom ze svých projevů, kdy prohlásil, že opustit soutěž bylo správným rozhodnutím, že Eurovize ohrožuje tradiční rodinu a že „na soutěži je nemožné potkat normálního člověka“.[40] Turecko se naposledy zúčastnilo v roce 2012.

### Nečlenské země EVU
- Bělorusko – V roce 2021 bylo členství BRTC v EVU pozastaveno, tudíž se země nemůže soutěže účastnit. Důvodem má být potlačování svobody projevu a základních hodnot lidských práv.[41]
- Kosovo – 29. října 2023 ředitel společnosti RTK potvrdil, že země pokračuje ve snaze přihlásit se do soutěže v roce 2025. 6. června 2024 generální ředitel televize odeslal EVU dopis, ve kterém žádá o pozvánku do soutěže.[42] Televize plánovala vybírat reprezentanty na Festivali i Këngës në RTK. EVU žádost v srpnu 2024 zamítla s tím, že země má nejprve požádat o členství v organizaci.[43]
- Lichtenštejnsko – 2. června 2024 Radio Liechtenstein požádalo o členství v EVU s cílem zúčastnit se Eurovision Song Contest.[44] Návrh na privatizaci rádia k dni 2. srpna 2024 získal 1 729 platných podpisů.[45] Obyvatelé v následném referendum rozhodli taktéž, což znamená, že stanice je připravena k privatizaci a tím ukončuje veškeré naděje se zúčastnit soutěže.[46]
- Rusko – V roce 2022 bylo zemi zakázáno se soutěže zúčastnit, následně bylo členství VGTRK v EVU pozastaveno. Důvodem měla být probíhající agrese na Ukrajině. Televize následně z EVU odešla, není tudíž už členem a nemůže se tak soutěže účastnit.[47]

## Další ocenění

### Cena Marcela Bezençona
Cenu Marcela Bezençona mohou získat písně, které zazní během finálového večera. Ceny, které jsou rozděleny do tří kategorií, jsou udělovány od roku 2002. Vítězové v novinářské, komentátorské a skladatelské kategorii byli oznámeni krátce před finálovým večerem.
| Kategorie     | Země      | Píseň    | Interpret | Skladatel                                       |
| ------------- | --------- | -------- | --------- | ----------------------------------------------- |
| Skladatelská  | Švýcarsko | „Voyage“ | Zoë Më    | Emily Middlemas, Tom Oehler, Zoë Anina Kressler |
| Komentátorská | Francie   | „Maman“  | Louane    | Anne Edwige Maria Peichert, Tristan Salvati     |
| Novinářská    | Francie   | „Maman“  | Louane    | Anne Edwige Maria Peichert, Tristan Salvati     |

### OGAE
OGAE je mezinárodní organizace sdružující fanoušky Eurovize. V rámci té sestavují jednotlivé národní fankluby pořadí nejlepších 10 čísel, které je zveřejněno několik dní před zahájením soutěže. V roce 2025 vyhrálo Švédsko, Česko skončilo s 34 body na 17. místě.
| Země       | Interpret     | Píseň             | Počet bodů |
| ---------- | ------------- | ----------------- | ---------- |
| Švédsko    | KAJ           | „Bara bada bastu“ | 421        |
| Rakousko   | JJ            | „Wasted Love“     | 382        |
| Nizozemsko | Claude        | „C'est la vie“    | 278        |
| Finsko     | Erika Vikman  | „Ich komme“       | 253        |
| Malta      | Miriana Conte | „Serving“         | 164        |

## Kontroverze

### Černá Hora
Poté, co v národním kole zvítězila skupina Neonoen s písní „Clickbait“, bylo odhaleno a potvrzeno, že skupina skladbu veřejně zpívala již v červnu 2023, čímž porušila pravidla soutěže i národního výběru, podle kterých přihlášená píseň nesmí být komerčně zveřejněna ani veřejně představena před 1. zářím 2024. Stanice RTCG 1. prosince uvedla, že s EVU bude jednat o tom, zda může být píseň použita. 4. prosince 2024 skupina ze soutěže odstoupila, aby ukončila nejistotu. Náhradním interpretem se stala Nina Žižić, která v národním kole skončila na druhém místě.

### Malta
Poté, co Miriana Conte vyhrála národní kolo, se začalo spekulovat o možnosti, že bude nutné upravit text skladby „Kant“, jelikož slovo kant (maltsky zpívat) se foneticky podobá vulgárnímu anglickému výrazu cunt a navíc se jedná o jediné maltské slovo ve skladbě. 11. února 2025 bylo nicméně potvrzeno, že EVU text písně schválila. 4. března bylo ale oznámeno, že po stížnosti, kterou zaslala BBC, EVU požádala maltskou Public Broadcasting Services, aby ze skladby slovo odstranila. Televize, politici i muzikanti tento krok kritizovali, 14. března 2025 byla ale zveřejněna upravená verze skladby nazvaná „Serving“, ve které je slovo kant vypuštěno.

### Izrael
Organizátoři Eurovize odmítli výzvy k bojkotu účasti Izraele v soutěži kvůli jednání Izraele ve válce v Gaze. Protiizraelské protesty v Basileji byly mnohem menší než v roce 2024 v Malmö, ale někteří diváci i veřejnoprávní televize ze Španělska, Irska a Islandu, které spadají pod EVU, požadovali vyloučení Izraele nebo diskuzi o jeho účasti. Více než 70 bývalých soutěžících Eurovize podepsalo dopis požadující vyloučení Izraele. Vítěz posledního ročníku Nemo prohlásili, že „činnost Izraele je zásadně v rozporu s hodnotami, které Eurovize údajně dodržuje – mír, jednota a respekt k lidským právům.“ Jiní, včetně německého ministra kultury Wolframa Weimera, bojkot odmítli a kritizovali projevy nepřátelství vůči izraelské soutěžící. Izraelská veřejnoprávní stanice KAN podala stížnost u švýcarské policie na údajné výhružné gesto, které během zahajovacího ceremoniálu Eurovize učinil propalestinský demonstrant směrem k izraelské soutěžící. Muž a žena chtěli během finále narušit izraelské vystoupení, když se pokusili překonat zábrany a dostat se na pódium. V tom jim bylo zabráněno, jeden z nich ale směrem k pódiu hodil pytel s červenou barvou, který se jim podařilo propašovat do arény. Barva zasáhla několik diváků a jednoho člena štábu. Oba útočníci byli předáni policii.
Izrael vyslal do soutěže 24letou zpěvačku Juval Rafael, vítězku soutěže ha-Kochav ha-ba (Vycházející hvězda), která byla uváděna jako přeživší útoku na festivalu Supernova v říjnu 2023. Zatímco v hlasování odborných porot skončila ve finále s 60 body na 15. místě z celkových 26, výsledky z hlasování diváků dopadly v její prospěch s celkovým počtem bodů 297 a 1. místem, s náskokem 49 bodů oproti Estonsku na druhém místě a 102 bodů proti třetímu Švédsku. V kombinaci obou bodování skončila na celkovém 2. místě za vítězným Rakouskem. Například španělská porota nedala izraelské soutěžící žádný bod, zatímco v hlasování španělského publika získala největší příděl 12 bodů, španělská televize RTVE si proto vyžádala audit hlasování. Španělský premiér Pedro Sánchez posléze prohlásil, že by Izrael měl být ze soutěže vyloučen podobně jako Rusko. K obvinění Izraele z manipulace s hlasováním se přidala také belgická televize. Vítězný interpret Johannes Pietsch vyjádřil následně v rozhovoru pro El País zklamání nad tím, že Izraeli je stále dovoleno se soutěže účastnit, a naději, že příští ročník proběhne ve Vídni a bez Izraele.